# Мараза
Мараза (мађ. Maráza) је село у Мађарској, у јужном делу државе. Село управо припада Мохачком срезу Барањске жупаније, са седиштем у Печују.

## Природне одлике
Насеље Мараза налази у јужном делу Мађарске. Најближи већи град је Мохач.
Историјски гледано, село припада мађарском делу Барање. Подручје око насеља је бреговито, приближне надморске висине око 150 м. Оно северозападно прелази у планину Мечек, док се југоисточно спушта до Дунава.

## Становништво
Према подацима из 2013. године Мараза је имала 181 становника. Последњих година број становника опада.
Претежно становништво у насељу чине Мађари римокатоличке вероисповести.

### Попис1910.
| Мараза | Мараза |
| --- | --- |
| Језик | Вера |
| <div style="border:solid transparent;position:absolute;width:100px;line-height:0;<div style="border:solid transparent;position:absolute;width:100px;line-height:0; укупно: 731 Немачки 398 (54,44%) Мађарски 245 (33,51%) Хрватски 88 (12,03%) - (-%) | укупно: 731 Римокатолици 531 (72,64%) Лутерани 155 (21,20%) Калвинисти 27 (3,69%) Јевреји 14 (1,91%) остали 4 (0,54%) |